# A Man, A Band, A Symbol
A Man, A Band, A Symbol er et hyldestalbum til Burzum, udgivet i 2003 gennem Wotan's Reich Productions. Det består af 13 italienske undergrundsbands' tolkninger af Burzum-numre. Albummet blev oprindeligt udgivet i blot 500 eksemplarer.

## Trackliste
1. "Feeble Screams From Forests Unknown" (Tenta) – 7:43
2. "Spell Of Destruction" (Malvento) – 4:58
3. "War" (Waffen SS) – 2:32
4. "The Crying Orc" (Profezia) – 1:08
5. "My Journey To The Stars" (Masche) – 6:50
6. "Stemmen Fra Taarnet" (A Forest) – 5:54
7. "Lost Wisdom" (Gosforth) – 4:13
8. "Naar Himmelen Klarner" (Pagan Warrior 88) – 4:23
9. "Snu Mikrokosmos Tegn" (Ancient Supremacy) – 9:22
10. "Inn I Slottet Fra Drømmen" (Noctifer) – 7:14
11. "Et Hvitt Lys Over Skogen" (Imago Mortis) – 9:07
12. "Dunkelheit" (Oraculum) – 4:23
13. "Die Liebe Nerpus" (Sinfonica Notte) – 1:46